# Норвезька крона

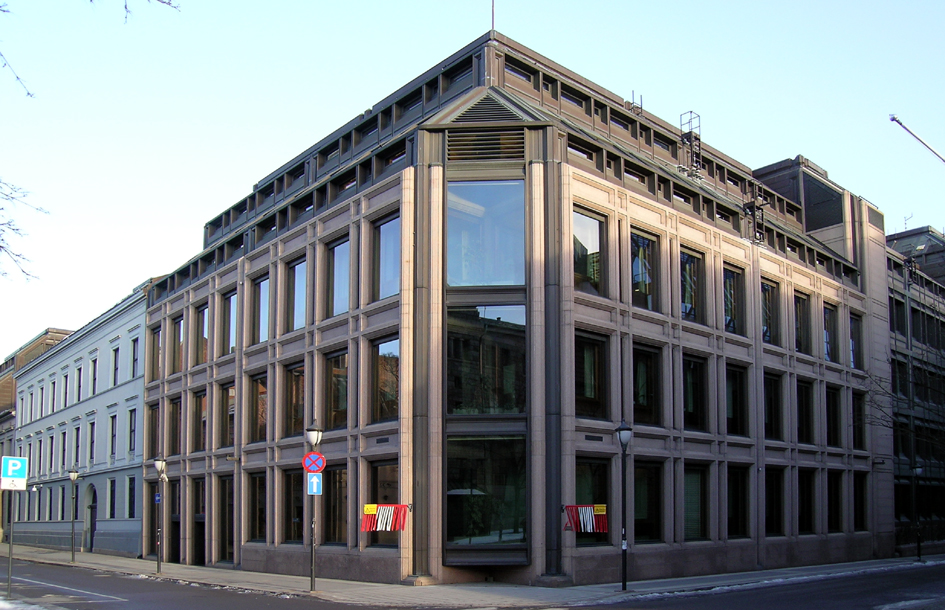
Будівля Норвезького банку, емітенту норвезької крони.

Норвезька крона (норв. norsk krone; позначається як: kr, або NKr; код: NOK) — офіційна валюта Норвегії (включаючи Свальбард), яка ділиться на 100 оре (øre). Хоча монети номіновані в оре були вилучені з обігу у 2012 році, але ці номінали й далі можуть зазначатися в електронних розрахунках. В обігу перебувають монети номіналом 1, 5, 10 та 20 крон і банкноти 50, 100, 200, 500 та 1000 крон. Емітентом крони є Норвезький банк. За даними Банку міжнародних розрахунків, норвезька крона входить в топ-20 найпоширеніших за часткою торгівлі валют у світі.
Норвезька крона також неофіційно приймається у багатьох магазинах Швеції та Фінляндії, розташованих неподалік норвезького кордону, а також у деяких магазинах у данських поромних портах Хіртсхальс та Фредеріксгавн. У 2015 році норвежці витратили 14,1 мільярда норвезьких крон на закордонні покупки, порівняно з 10,5 мільярдами крон, витраченими у 2010 році. Покупки на кордоні — досить поширена практика серед норвежців. Гроші витрачаються в основному на продукти харчування, алкоголь і тютюн, зазвичай оптом. Це пов'язано зі значно вищими податками та зборами на ці товари в Норвегії.

## Історія
В період між 1523—1788 роками грошовою одиницею Норвегії була норвезька марка, після цього був введений норвезький ріксдалер. 1 ріксдалер = 6 маркам.
Норвезька крона була введена у 1875 році на заміну норвезького ріксдалера, за курсом обміну 4 ріксдалера = 1 крона. Вартість ріксдалера 1875 року відповідає близько 262 поточних норвезьких крон 262 (інформацію показано на 2019 рік, з поправкою на індекс споживчих цін). 1 крона ділилася на 100 оре. Того року Норвегія приєдналася до Скандинавського монетного союзу за умовами якого крона мала фіксований курс відносно Шведської крони, Данської крони та відносно золота. 1 крона за вартістю дорівнювала 0,403 грама чистого золота (2480 крон = 1 килограм чистого золота). Монетний союз проіснував до початку у 1914 році Першої світової війни. З розпадом союзу усі три країни зберегли свої валюти однак втратили прив'язку одна до одної, хоча формально він проіснував до 1972 року.
У рамках валютного союзу норвезька крона мала золотий стандарт у розмірі 2480 норвезьких крон за кілограм чистого золота. Дія золотого стандарту припинялася між 1914—1916 і 1920—1928 роками. У 1931 році Норвегія назавжди скасувала його дію і натомість запровадила прив'язку відносно британського фунта стерлінгів на рівні 19,9 крон за один фунт (до цього був курс 18,16 крон за один фунт). У 1939 році крона тимчасово була прив'язана до американського долара на рівні 4,4 крони за один долар. Протягом цих років Норвегія продовжувала зберігати золоті резерви.
В квітні 1940 року, перед початком вторгнення Німеччини в Норвегію, золоті резерви Королівства становили 48,8 тонн. Безпосередньо перед захопленням столиці Осло, усі вони були вивезені спочатку у Велику Британію а потім в Канаду та США. Пізніше їх частина була використана для фінансування руху опору в Норвегії. В роки окупації (1940—1945) крона була прив'язана до нацистської райхсмарки у співвідношені спочатку 0,6 а пізніше 0,57 райхсмарки за одну крону.
Грошова маса у роки війни зросла вп'ятеро. При звільненні Норвегії в незначній кількості використовувалися купюри Норвезького банку, надруковані в Англії, з датами 1942 і 1944 років. З 9 по 22 вересня 1945 року проведено обмін старих банкнот на нові 1:1, банкноти в 1 і 2 крони були анульовані.
Після Другої світової війни крона знову була прив'язана до фунта стерлінгів на рівні 20 крон за один фунт (4,963 крони за один долар США). У 1945 році крона знову була прив'язана до золота через Бреттон-Вудську систему. У 1949 році внаслідок, девальвації фунта, встановився курс 7,142 крони за один долар. Після розпаду Бреттон-Вудської системи 1971 року Норвегія брала участь у кількох формах європейського валютного співробітництва.
У 1987 році близько 10 тонн золота були повернуті в Норвегію з США та Канади. Решта залишилися в США.
В грудні 1992 року Норвезький банк запровадив плаваючий валютний курс крони, який діє до сьогодні, через спекулятивні тенденції з норвезькою валютою, що з'явилася на початку 1990-х років, внаслідок цього центральний банк втратив активів в іноземній валюті на суму близько двох мільярдів крон.

## Банкноти
У 1877 році Норвезький банк увів в обіг банкноти номіналом 5, 10, 50, 100, 500 і 1000 крон. У 1917 році була випущена банкнота в 1 крону, а у 1918—1922 роках випускалися банкноти в 2 крони. Через нестачу металу в 1940—1950 роках 1 та 2 крони знову випускалися у вигляді банкнот, а не монет. У 1963 році банкноти номіналом 5 крон були замінені на монети, у 1984 році те саме було зроблене з 10-ти кроновими. У 1994 році була представлена банкнота номіналом 200 крон. Таким чином на сьогодні в обігу перебувають банкноти номіналом 50, 100, 200, 500 і 1000 крон. Починаючи з 2017 року була введена нова VIII серія банкнот крони на тему «Море». На їх аверсах містяться зображення морських мотивів (маяк, човни, риби, хвилі), на реверсах — піксельні зображення тих же чи інших морських мотивів, а також схеми сузір'їв й інше. Дизайн нових банкнот розробила студія графічного дизайну Metric System з Осло та архітектурне бюро Snøhetta Design. Банкноти попередньої серії вилучалися в 2018—2020 роках.

### Передостання серія
Передостання VII серія банкнот 1994—2001 років знаходилися в обігу до 2018—2020 років, вона складалася з номіналів 50, 100, 200, 500 і 1000 крон.
| Банкноти VII серії 1994—2001 років | Банкноти VII серії 1994—2001 років | Банкноти VII серії 1994—2001 років | Банкноти VII серії 1994—2001 років | Банкноти VII серії 1994—2001 років | Банкноти VII серії 1994—2001 років           | Банкноти VII серії 1994—2001 років | Банкноти VII серії 1994—2001 років | Банкноти VII серії 1994—2001 років |
| Зображення                         | Зображення                         | Номінал (крон)                     | Розміри (міліметри)                | Домінуючий колір                   | Опис                                         | Опис                               | Дата введення                      | Дата вилучення                     |
| Аверс                              | Реверс                             | Номінал (крон)                     | Розміри (міліметри)                | Домінуючий колір                   | Аверс                                        | Реверс                             | Дата введення                      | Дата вилучення                     |
| ---------------------------------- | ---------------------------------- | ---------------------------------- | ---------------------------------- | ---------------------------------- | -------------------------------------------- | ---------------------------------- | ---------------------------------- | ---------------------------------- |
|                                    |                                    | 50                                 | 128×60                             | Зелений                            | Письменник Петер Асбйорнсен (1812—1885)      | Пейзаж з кувшинами та бабками      | 1996                               | 2019                               |
|                                    |                                    | 100                                | 136×65                             | Рожево-фіолетовий                  | Оперна співачка Кірстен Флагстад (1895—1962) | Схематичне зображення театру       | 1995                               | 1 червня 2018                      |
|                                    |                                    | 200                                | 144×70                             | Синій зелений                      | Фізик Крістіан Біркелан (1867—1917)          | Фрагмент карти Північної півкулі   | 1994                               | 1 червня 2018                      |
|                                    |                                    | 500                                | 152×75                             | Коричневий оливковий               | Письменниця Сігрід Унсет (1882—1949)         | Вінок, візерунки на вишивці        | 1999                               | 2019                               |
|                                    |                                    | 1000                               | 160×80                             | Фіолетовий                         | Художник Едвард Мунк (1863—1944)             | Фрагмент картини Мунка «Солце»     | 2001                               | 2020                               |

### Поточна серія банкнот
На сьогодні в грошовому обігу Норвегії знаходиться VIII серія банкнот, введена 2017 року, вона складається з номіналів 50, 100, 200, 500 і 1000 крон.
| VIII серія банкнот, введена 2017 року | VIII серія банкнот, введена 2017 року | VIII серія банкнот, введена 2017 року | VIII серія банкнот, введена 2017 року | VIII серія банкнот, введена 2017 року | VIII серія банкнот, введена 2017 року | VIII серія банкнот, введена 2017 року | VIII серія банкнот, введена 2017 року                                              | VIII серія банкнот, введена 2017 року |
| Зображення                            | Зображення                            | Номінал (крон)                        | Розміри (міліметри)                   | Домінуючий колір                      | Домінуючий колір                      | Опис                                  | Опис                                                                               | Дата введення                         |
| Аверс                                 | Реверс                                | Номінал (крон)                        | Розміри (міліметри)                   | Домінуючий колір                      | Домінуючий колір                      | Аверс                                 | Реверс                                                                             | Дата введення                         |
| ------------------------------------- | ------------------------------------- | ------------------------------------- | ------------------------------------- | ------------------------------------- | ------------------------------------- | ------------------------------------- | ---------------------------------------------------------------------------------- | ------------------------------------- |
|                                       |                                       | 50                                    | 128 × 60                              |                                       | Зелений                               | Маяк Утвар                            | Піксельний мотив світла маяка, сузір'я Велика Ведмедиця                            | 2018                                  |
|                                       |                                       | 100                                   | 136 × 65                              |                                       | Червоний                              | Гокстадський корабель                 | Піксельне зображення стилізованого контейнерного корабля, сузір'я Оріон            | 2017                                  |
|                                       |                                       | 200                                   | 144 × 70                              |                                       | Синій                                 | Тріска                                | Піксельне зображення стилізованого риболовецького човна                            | 2017                                  |
|                                       |                                       | 500                                   | 152 × 75                              |                                       | Оранжевий                             | Човен Коліна Арчера                   | Піксельний мотив горизонту та нафтової платформи                                   | 2018                                  |
|                                       |                                       | 1000                                  | 160 × 80                              |                                       | Фіолетовий                            | Хвиля у морі                          | Піксельне зображення хвиль у морі, схема молекули води у рідкому і твердому станах | 2019                                  |

## Монети

### Обігові монети
Після запровадження в Норвегії замість ріксдалера крони, у 1875 році було введено монети (деякі датовані 1874 роком) номіналом 10 і 50 оре, і 1 і 10 крон. Номінал на цих монетах, для полегшення переходу на нову валюту, також позначався у колишній валюті: 3, 15 і 30 скілінгів та 2 ½ ріксдалерів. Між 1875 і 1878 роками було введено монети нового зразка, які ознаменували собою повний перехід на крону: 1, 2, 5, 10, 25 і 50 оре, а також 1, 2 і 10 крон; 1, 2 і 5 оре карбувалися з бронзи; 10, 25 і 50 оре та 1 і 2 крони у сріблі; 10 і 20 крон у золоті.
Останні золоті монети були випущені 1910 року, а срібло було замінено мельхіором у 1920 році. Між 1917 та 1921 роками залізо тимчасово замінило бронзу. У 1917 році також вийшов останній випуск монет номіналом 2 крони. Під час німецької окупації Норвегії за часів Другої світової війни цинк використовувався замість мідно-нікелевого сплаву в монетах номіналом 10, 25 та 50 оре, а виробництво монет номіналом 1 крона було припинено.
1963 року було введено монети номіналом 5 крон. Виробництво монет номіналом 1 і 2 оре було припинено у 1972 році. Наступного року було зменшено обсяг карбування монети номіналом 5 оре; остаточно її випуск припинився 1982 року, разом із номіналом 25 оре. 1983 року в обіг був введений номінал 10 крон. 1992 року було викарбувано останні 10 монет номінованих в оре.
У період між 1994—1998 роками було розпочато карбування монет нового зразка у 50 оре, 1, 5, 10 та 20 крон. На сьогодні це єдині монети, які вважаються законним платіжним засобом в Норвегії, за винятком монети в 50 оре, яка була вилучена 1 травня 2012 року, через свою незатребуваність в обігу. Однак до 2022 року банки Норвегії, як і раніше, обмінювали монети номіналом 50 оре на більші номінали.

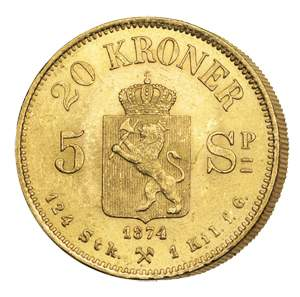
Золота монета 20 крон 1874 року. Напис «124 Stk. 1 Kil. f. G.» означає що 124 штук таких монет дорівнюють 1 кілограму чистого золота.

#### Поточні монети
На сьогодні в грошовому обігу Норвегії перебуває серія монет зразків 1994—1998 років, яка складається з номіналів 1, 5, 10 і 20 крон.
| Зображення | Номінал (крон) | Технічні параметри | Технічні параметри | Технічні параметри | Технічні параметри    | Опис                           | Опис                 | Опис          | Дата введення |
| Зображення | Номінал (крон) | Діаметр (мм)       | Товщина (мм)       | Вага (г)           | Матеріал              | Гурт                           | Аверс                | Реверс        | Дата введення |
| ---------- | -------------- | ------------------ | ------------------ | ------------------ | --------------------- | ------------------------------ | -------------------- | ------------- | ------------- |
|            | 1              | 21                 | 1,7                | 4,35               | Мідно-нікелевий сплав | Гладкий                        | Монограма Гаральда V | Птахи         | 1997          |
|            | 5              | 26                 | 2                  | 7,85               | Мідно-нікелевий сплав | Ребристий                      | Орден Святого Олафа  | Листя Аканті  | 1998          |
|            | 10             | 24                 | 2                  | 6,8                | Нікель-Латунь         | Ребристий з гладкими ділянками | Гаральд V            | Дах Ставкірки | 1995          |
|            | 20             | 27,5               | 2,2                | 9,9                | Нікель-Латунь         | Гладкий                        | Гаральд V            | Дракар        | 1994          |

На монетах номіналом 10 та 20 крон зображено портрет правлячого короля Норвегії Гаральда V. Раніше монети номіналом 1 та 5 крон також мали зображення монарха, але на сьогодні ці номінали містять лише стилістичні королівські та національні символи. Монети номіналом 10 крон також містять королівський девіз Гаральда V «Alt for Norge», що означає «Все для Норвегії».
У норвезькому законодавстві присутня юридична норма «tvungent betalingsmiddel», яка визначає, що одержувач не може відмовитися від платежу у вигляді до 25 монет будь-якого номіналу.

### Пам'ятні та ювілейні монети
З 1906 року Норвезьким банком були випущені пам'ятні та ювілейні монети номіналами 2, 5, 10 і 20 крон.

## Перелік випущених номіналів
| Номінал   | Банкноти            | Банкноти   | Банкноти                            | Монети          | Монети     | Монети                                                                                                |
| Номінал   | Роки друку          | Скасування | Примітки                            | Роки карбування | Скасування | Примітки                                                                                              |
| --------- | ------------------- | ---------- | ----------------------------------- | --------------- | ---------- | --- |
| 1 оре     | —                   | —          | —                                   | 1876–1972       | 1988       | Бронза, залізо 1918–1921 і 1941–1945                                                                  |
| 2 оре     | —                   | —          | —                                   | 1876–1972       | 1988       | Бронза, залізо 1917–1920 і 1943–1945                                                                  |
| 5 оре     | —                   | —          | —                                   | 1875–1982       | 1988       | Бронза, залізо 1917–1920 і 1941–1945                                                                  |
| 10 оре    | —                   | —          | —                                   | 1874–1991       | 2003       | Срібло 1874–1919, мідно-нікелевий сплав 1920–92 (з отвіром 1924–51), цинк 1941–1945                   |
| 25 оре    | —                   | —          | —                                   | 1876–1982       | 1988       | Срібло 1876–1919, мідно-нікелевий сплав 1921–82 (з отвіром 1921–50), цинк 1943–1945                   |
| 50 оре    | —                   | —          | —                                   | 1874–2012       | 2012       | Срібло 1874–1919, мідно-нікелевий сплав 1920–96 (з отвіром 1920–49), цинк 1941–1945, бронза 1996–2012 |
| 1 крона   | 1917–1925 1940–1950 | 1926 1999  | «Монетні банкноти» військового часу | 1875–           | —          | Срібло 1875–1917, мідно-нікелевий сплав 1925– (з отвіром 1925–1951, 1997–)                            |
| 2 крони   | 1918–1925 1940–1950 | 1926 1999  | «Монетні банкноти» військового часу | 1876–1917       | 1922       | Срібло 1878–1917                                                                                      |
| 5 крон    | 1877–1963           | 1999       | Замінена монетою 1963 року          | 1963–           | —          | Мідно-нікелевий сплав (з отвіром 1998–)                                                               |
| 10 крон   | 1877–1984           | 1999       | Замінено монетою 1984 року          | 1983–           | —          | Нікель-латунь                                                                                         |
| 20 крон   | —                   | —          | —                                   | 1994–           | —          | Нікель-латунь                                                                                         |
| 50 крон   | 1877–               | —          |                                     | —               | —          | — |
| 100 крон  | 1877–               | —          |                                     | —               | —          | — |
| 200 крон  | 1994–               | —          |                                     | —               | —          | — |
| 500 крон  | 1877–               | —          |                                     | —               | —          | — |
| 1000 крон | 1877–               | —          |                                     | —               | —          | — |

Джерела:

## Валютний курс
На рефендумах в 1972 та 1994 роках Норвегія відмовилася від вступу в Європейську економічну спільноту та Європейський Союз відповідно так само як і в Європейський механізм регулювання валютних курсів (ERM) тому, формально, норвезька крона має незалежне плавання валютного курсу відносно євро. Тим не менш, вартість євро великою мірою впливає на вартість крони оскільки на країни єврозони припадає значна частина зовнішньої торгівлі Норвегії. Другим фактором що значно впливає на валютний курс норвезької крони є ціни на нафту та газ, які займають левову частку в експорті країни і зміни відсоткової ставки.

Графік валютного курсу відносно Євро з 1999 року (крон за 1 євро)

Курс норвезької крони по відношенню до інших валют протягом років значно варіюється. У 2002 році вартість крони рекордно виросла по відношенню до долара США та євро. 2 січня 2002 року 100 крон коштували 11,14 долара США (1 долар = 8,98 крони). У липні 2002 року крона досягла максимуму своєї вартості, 100 крон = 13,7 долара (1 долар = 7,36 крони). Крім високого рівня відсоткової ставки, яка збільшилася 4 липня 2002 року до 7 відсотків, ціна на нафту теж була високою. На той час Норвегія була третім за величиною експортером нафти у світі.
2005 року ціни на нафту досягли рекордного рівня — понад 60 доларів за барель. Надалі, хоча відсоткові ставки знизилися приблизно до 2 %, крона ще більше зміцнилася. Якщо наприкінці 2007—на початку 2008 років долар постійно зміцнювався по відношенню до всіх інших основних валют — вартість крони теж зростала; в результаті вона стала дорожче, ніж будь-коли, порівняно з доларом, внаслідок чого у квітні 2008 року долар коштував близько 5 крон. Станом на жовтень 2008 року вартість долара складала 7 крон. З 2009 року курс крони знову почав сильно зростати, і на початок 2010 року долар коштував близько 5,8 крон. З того часу вартість долара ще більше зросла і станом на жовтень 2019 року він коштував близько 9 крон. Під час пандемії COVID-19 відбулося сильне подіння крони, і 19 березня 2020 року один долар коштував 12 крон.
Станом на 25 березня 2025, валютний курс норвезької крони (за даними НБУ, ЄЦБ та МВФ) становить 0,2508 крон за 1 гривню (3,987 гривень за 1 крону), 11,31 крон за 1 євро та 10,45 крон за 1 долар США.